# Боркинський десант
Боркинський десант (Боркаўскі дэсант) відбувся 5 липня 1944 року, був здійснений катерами Дніпровської військової флотилії, є частиною операції «Багратіон» у перебігу нацистсько-радянської війни.

## Хід операції
На початку липня 1944 року радянські війська переслідують розбиті основні сили 2-ї армії Третього Рейху генерал-полковника Вальтера Вайса групи армій «Центр» (генерал-фельдмаршал Вальтер Модель) на східних теренах Білоруської РСР.
Наступ на Пінськ вели сили 61-ї армії (генерал-лейтенант Павло Бєлов) Першого Білоруського фронту (маршал Костянтин Рокоссовський).
23-тя стрілецька дивізія (полковник Іван Бастєєв) вела наступ по південному берегу річки Прип'ять. Нацистські сили, побоюючись оточення, поспішно переправляють військові сили через річку поблизу села Борки (Гомельська область).
Задля недопущення переправи сил противника командувач армією віддає відповідний наказ й загін бронекатерів Дніпровської військової флотилії (каперанг Віссаріон Григор'єв) — 6 бронекатерів — вночі на 5 липня піднімаються вверх по течії Прип'яті та висаджують в тилу у нацистів десант південніше села Борки — стрілецький батальйон — 375 вояків.
Використавши ефект несподіванки та за вогневої підтримки з гармат й кулеметів бронекатерів, десант швидко оволодів Борками; нацисти в спішному порядку припиняють переправу через Прип'ять.
Після того німецький командир віддає наказ про підрив переправи, чим поставив підпорядковані йому частини в украй важке становище.
По десанту переправляються основні сили дивізії — 5000 бійців з військовою технікою та тиловим господарством. В результаті успішної висадки десанту радянські війська отримали змогу швидко заволодіти Туровом — зайнятий того ж дня частинами 55-ї стрілецької дивізії — та в подальшому ліквідувати німецьке угрупування південніше Прип'яті.
Втрати особистого складу були незначними, втрати у катерах відсутні.